# A testi épség és az egészség védelme
Az egészséghez, testi épséghez való jog az ember biológiai létéből fakadó alapvető jog. A jog védi az ember személyét a más, külső személyektől eredő, testre irányuló jogellenes beavatkozásoktól, ráhatásoktól, fizikai sérülések okozásától. A testi épséghez való jog szükségképpen, célszerűségi megfontolásokból és az adott célhoz viszonyítva arányosan korlátozható, például a hatóság által alkalmazott testi kényszer.

## Élethez való jog
Az egészséghez, testi épséghez való jog felöleli az élethez való jogot is, mely abszolút jellegű, tehát korlátozhatatlan, minden más jogot megelőző alapjog. Az abszolút jelleg azt jelenti, hogy senkit sem lehet az életétől megfosztani, mivel minden embernek veleszületett joga van az életre. Az élethez való jog minden embert megillet emberi mivolta, jogképessége következtében.

## Az élethez való jog mint abszolút jog korlátozása
Az élethez való jog szembe állítható a halálbüntetéssel illetve az abortusszal, mivel ezekben az esetekben az emberi vagy magzati életet valamely beavatkozás megszünteti, így halált okoz. Több államban elfogadott büntetési mód a halálbüntetés, ezekben az országokban az élethez való jog nem abszolút természetű, törvényeik általában azt deklarálják, hogy senkit sem lehet az életétől önkényesen megfosztani. Tehát egyes esetekben az államnak joga van ahhoz, hogy állampolgárai életét elvegye.
Az abortusz során a magzat anyaméhen belüli életciklusát törik meg a beavatkozással, mely a magzat halálát okozza. Napjainkban a legtöbb országban engedélyezett az abortusz, a különbségek csak az abortusz elvégzésének törvényi feltételei között vannak. 
Az élethez való jog korlátozást jelentheti a háborús eseményekben való részvétel, a katonák számára „engedélyezett emberölés”. A háború során is törekedni kell arra, hogy a harc célja ne az ellenség harcosainak megölése, hanem az ellenség harcképtelenné tétele legyen, mely harcképtelenné tétel értelemszerűen nem jelenti az ellenség harcosainak megölését, ez csak speciális eset.
Ugyancsak az élethez való jog túllépését jelenti a jogos védelem, végszükségben elkövetett emberölés is, mely a büntetőjogok szerint nem eredményez büntethetőséget, így bűncselekményt.